# 고치성

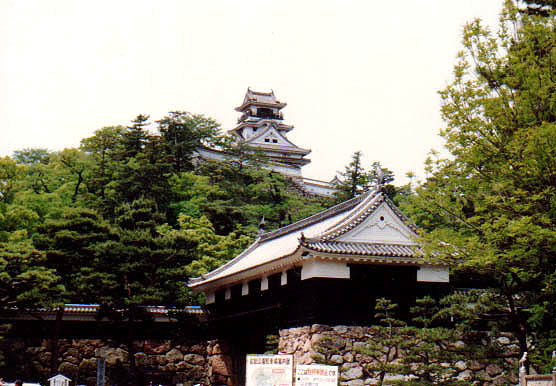
고치 성 오테 문과 천수각의 전경

고치성(일본어: 高知城 고치조[*])은 고치현 고치시 마루노우치에 있는 제곽식 평산성이다. 국가 지정 사적으로 등록되어 있으며, 센고쿠 시대에는 오다카사카 산성(大高坂山城)으로 불리었다.

## 개요

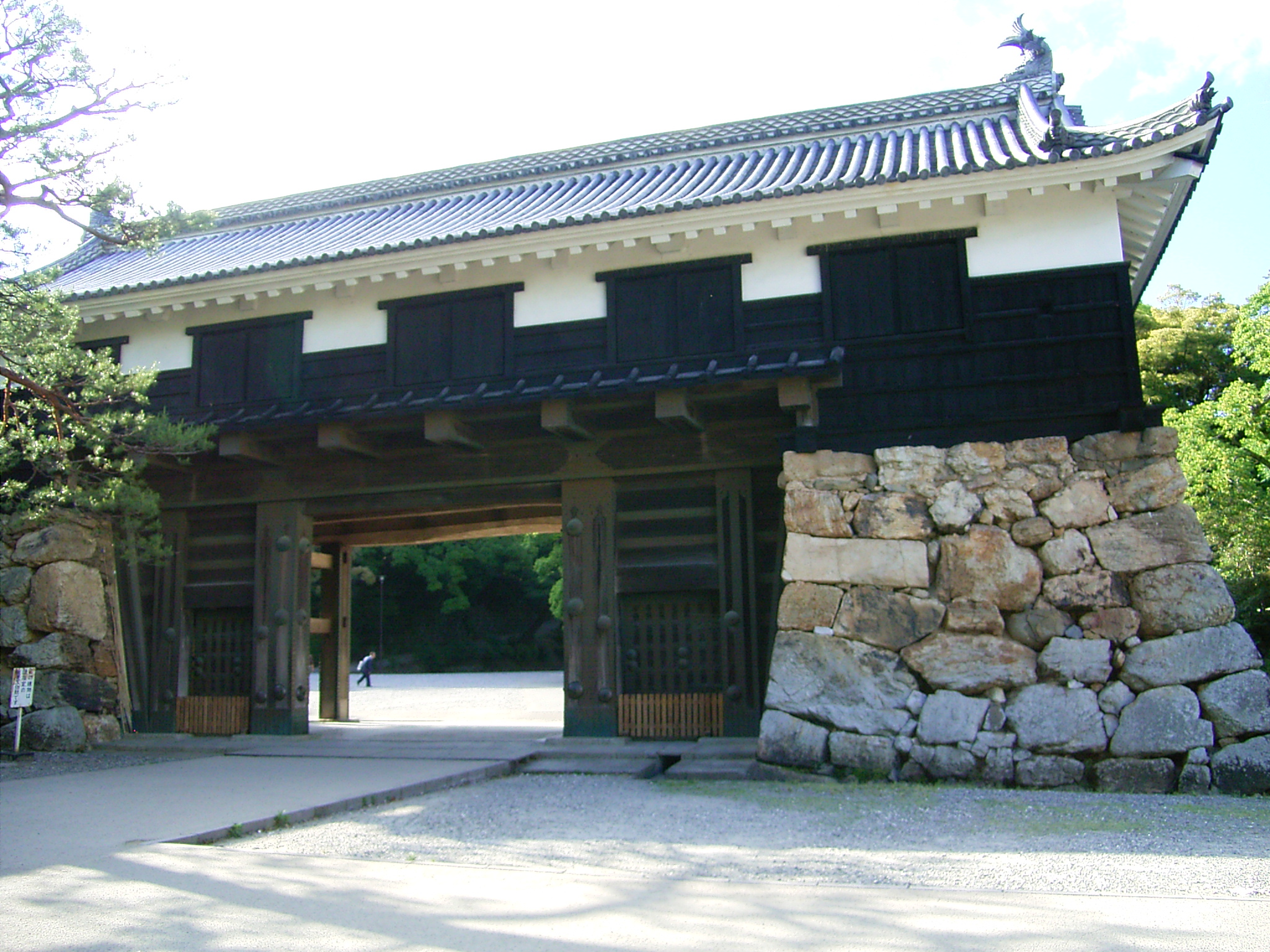
오테 문

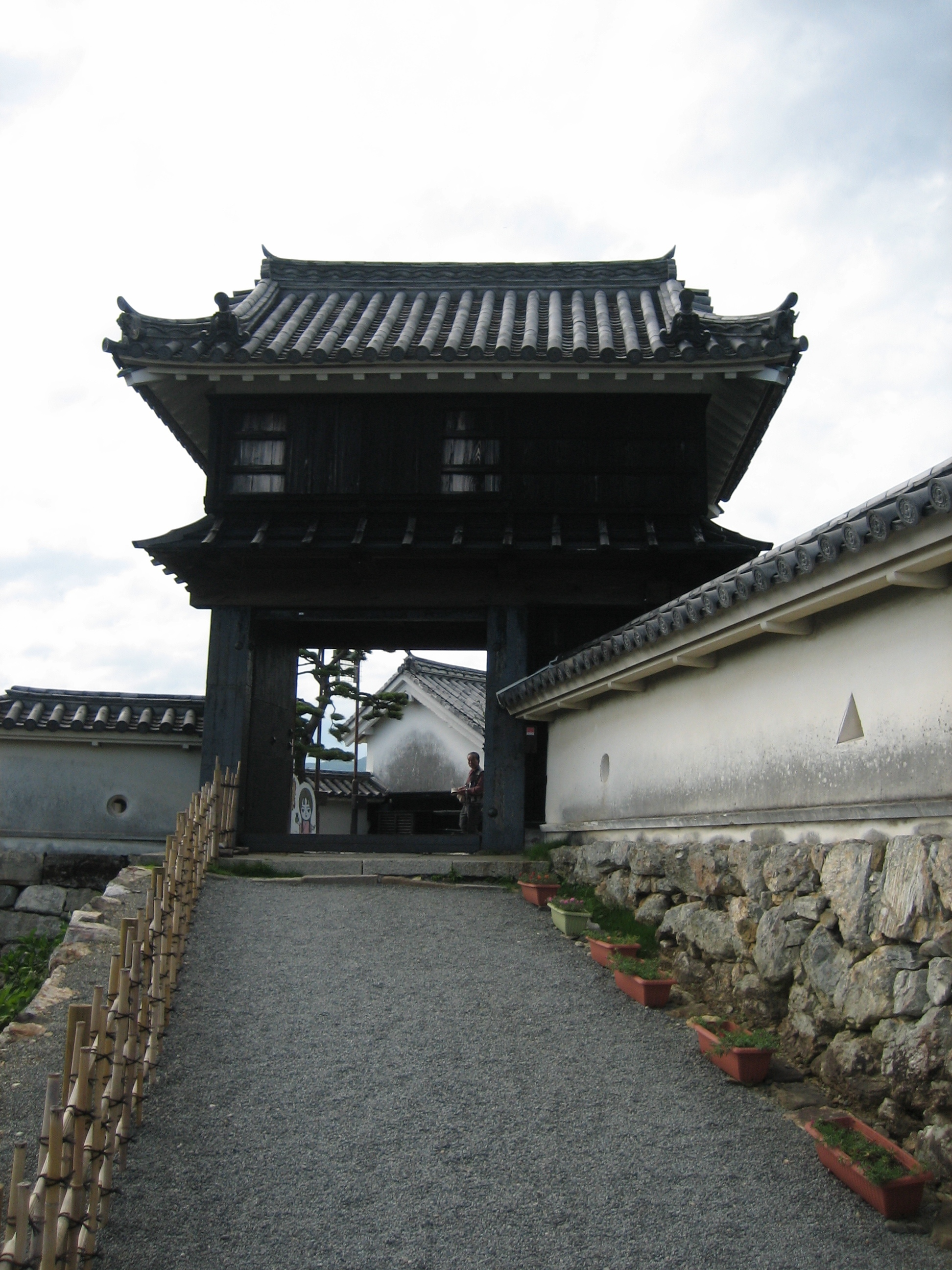
구로가네 문

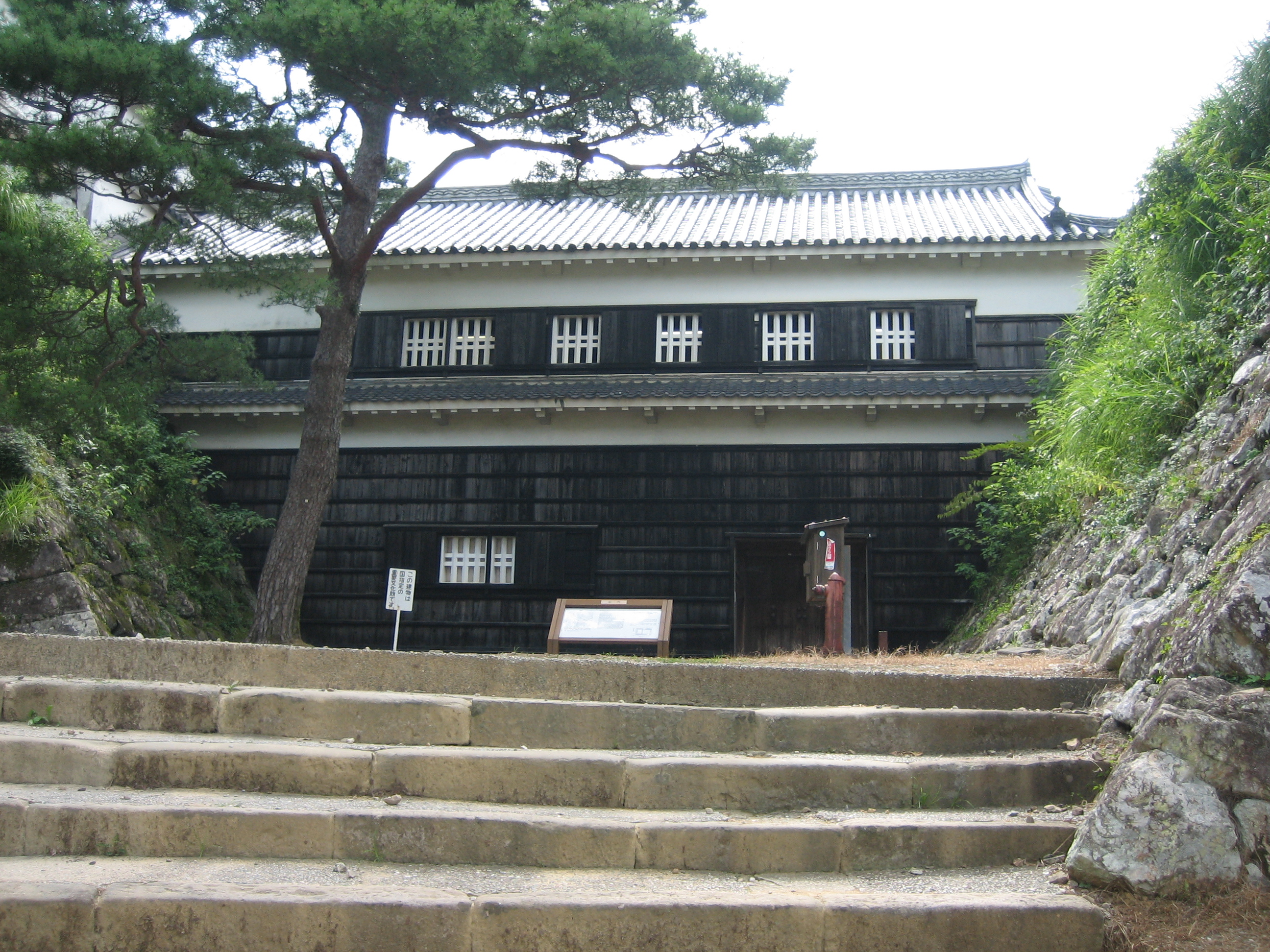
쓰메 문

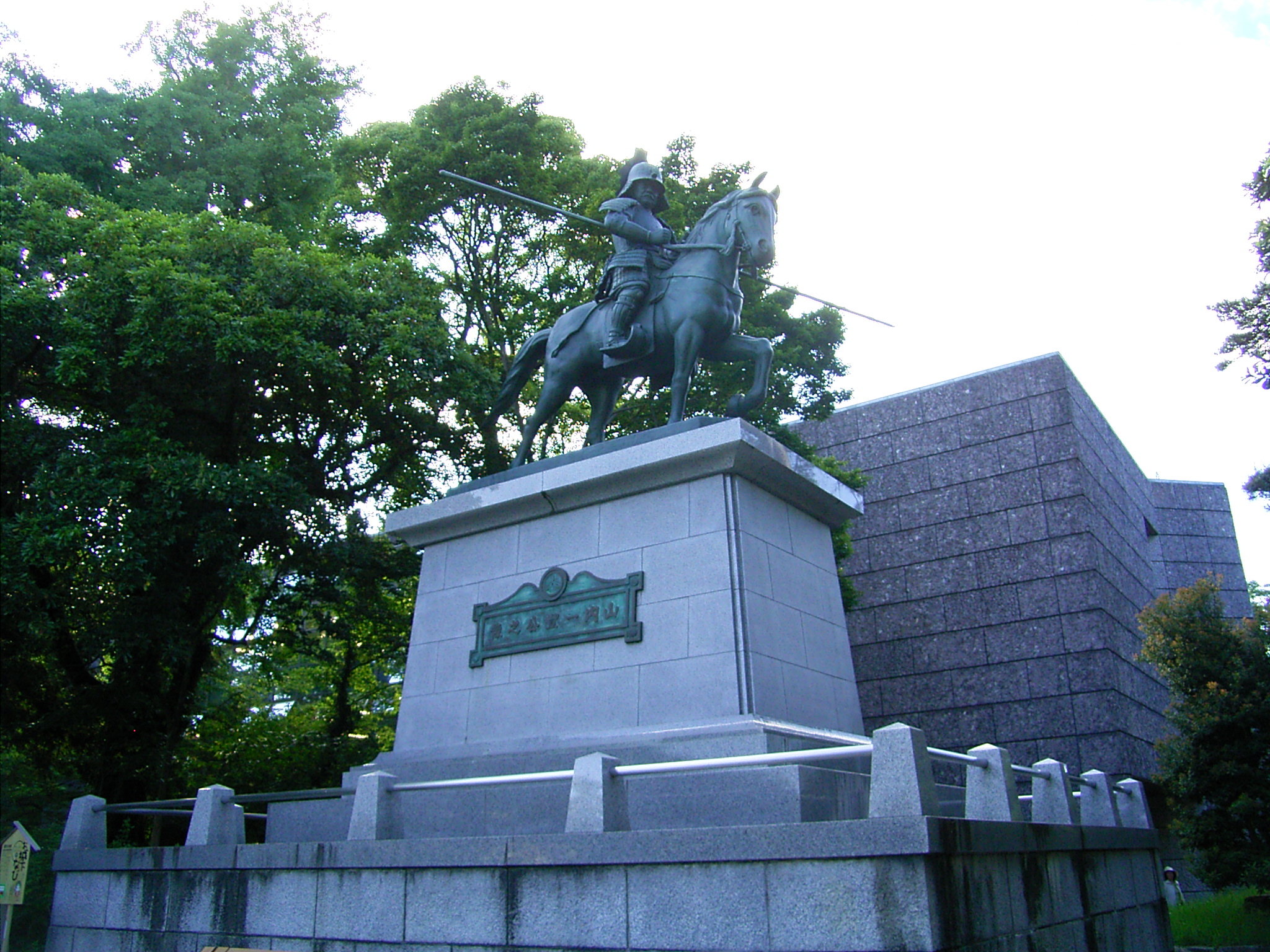
야마우치 가쓰토요 동상

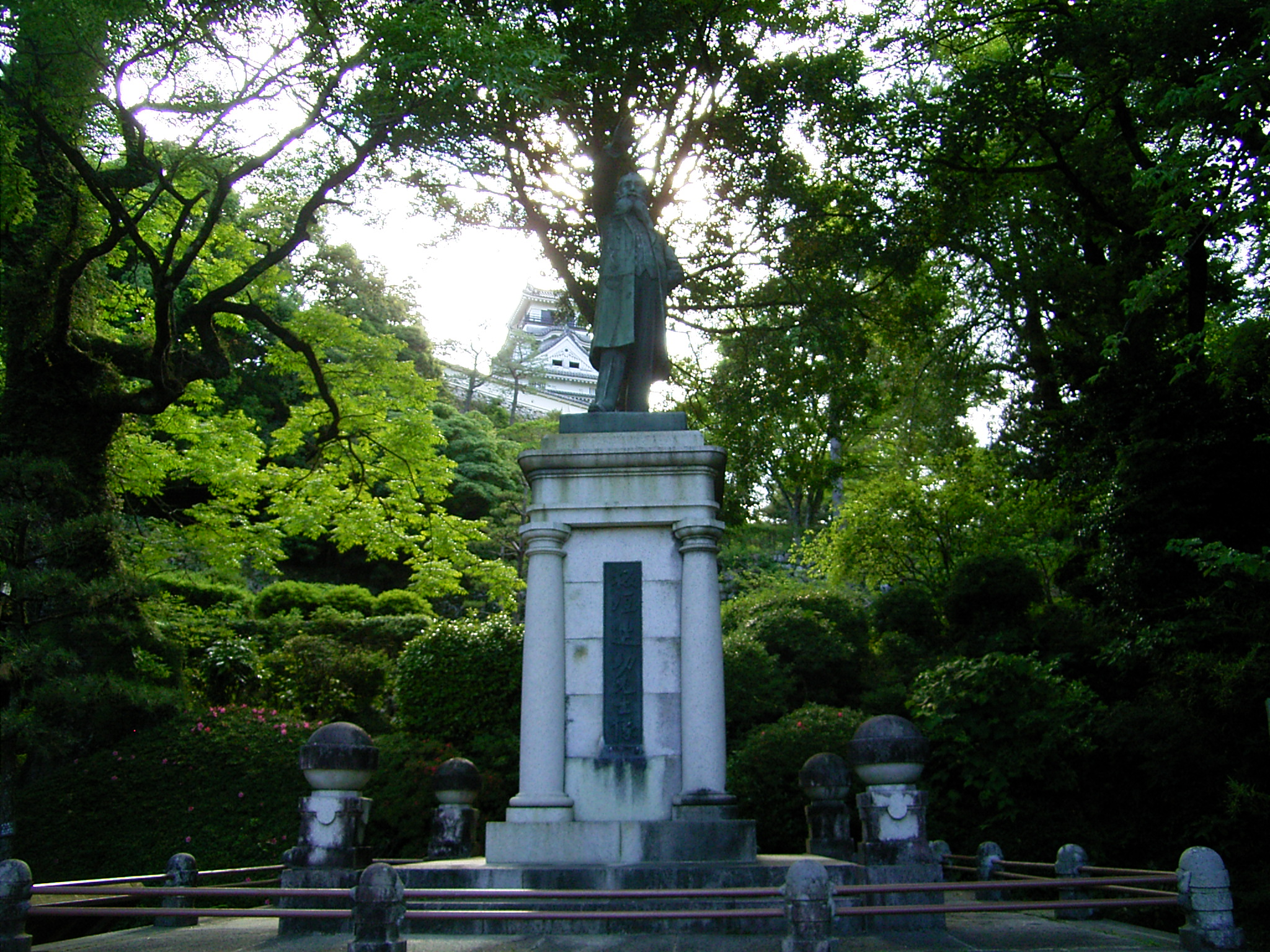
이타가키 다이스케 동상

성곽의 형식은 제곽식 평산성이며, 고치 평야의 거의 중앙에 위치해 있다. 주변의 가가미가와 강과 에노구치 강을 바깥 해자로 사용하고 있다. 현재 볼 수 있는 성은 에도 시대 초기 도사번주 야마우치 가즈토요가 준공하기 시작하여 2대 번주 야마우치 다다요시때에 완성된 것이다. 4층5개 천수는 가쓰토요가 도사 번으로 오기전의 자신의 성이었던 가케가와 성의 천수를 모방한 것이라고 한다.
1873년 (메이지 6년)에 발효된 폐성령과 뒤이은 태평양 전쟁으로 성이 파괴될 위험이 있었지만, 다행히도 성은 파괴되지 않아, 천수 및 어진 오테 문등 15개 동의 건물이 현존해 있다. 국가 중요문화재로 지정되어 있다. 또, 15개 동외에도 우시토라 망루의 일부라고 전해지는 부재가 도사 야마우치가 보물자료관에 수장되어 있다.
고치 성 전 지역은 고치 공원으로 개방되어 있지만, 천수 및 혼마루 어전은 자료관으로 활용되어 있어 별도의 입장료가 있어야 한다. (단, 18세 미만은 무료이다.) 고치 성 주변에는 고치 시청, 고치 현청, 지방 재판소, 지방 검찰청등 행정기관과 사법기관이 모여있는 행정의 중심지이다. 또 성 안에는 야마우치 가쓰토요와 이타가키 다이스케의 동상이 있다.

## 역사 및 연혁

### 무로마치 시대(남북조 시대)
- 남조측의 호족 오다카사카 마쓰오마루가 오다카사카 산에 성을 축성하고, 오다카사카 산성이라고 불렀다.
- 1338년 마쓰오마루가 고다이고 천황의 7번째 아들 미쓰나가 친왕을 오다카사카 산성으로 맞이한다.
- 1341년 마쓰오마루는 북조측 호소가와 젠조, 사이키 쓰네사다와의 싸움에 패하여 성이 함락되고, 폐성되었다.

### 아즈치모모야마 시대
- 조소카베 모토치카가 도요토미 히데요시로부터 도사 국 1국에 안도되었다. 그리고, 히데요시의 규슈 정벌에 종군한 후인 1587년 이 지역에 성을 축성한다.
- 1591년 모토치카는 근 3년 동안 수해에 취약한 오다카사카 산성을 버리고, 가쓰라하마에 인접한 우라토에 우라토 성을 축성한다.

### 에도 시대
- 1601년 세키가하라 전투에서 모토치카의 아들 조소카베 모리치카가 서군에 가담했기 때문에 영지가 몰수되고, 이를 대신해 야마우치 가즈토요가 가케가와로부터 이봉되어 우라토 성에 입성한다.
- 1601년 8월 우라토는 성하 마을을 건설하기에 협소했기 때문에 다음 달인 9월부터 도도 쓰나이에 책임하에 오다카사카 산에 혼마루의 조성과 성하 마을 정비에 따른 주변 강의 치수공사가 시작된다.
- 1603년 혼마루와 니노마루가 완성되었다. 9월 26일 가쓰토요는 새로운 성에 입성하고, 이때 신뇨지의 승려 자이센으로부터 성의 이름을 고치 산성(河中山城)으로 명명되었다.
- 1610년 홍수가 계속되자, 2대 번주 야마우치 다다요시는 고치(河中)이란 글자를 기피하였기 때문에 치쿠린지의 승려 구쿄에 의해 성의 이름을 고치 산성(高智山城)으로 개명한다. 이 시기부터 성의 이름을 간략하게 고치 성(高知城)이라고 불리게 된다. 덧붙여 이 지역의 명칭도 고치(高知)라고 불리게 되었다.
- 1611년 산노마루가 준공되고, 고치 성의 성곽이 모두 완성되었다.
- 1727년 고치 성주변에서 대형 화재가 있었고, 이로 인해 오테 문 이외의 성의 대부분이 불에 타버렸다.
- 1729년 8대 번주 야마우치 도요노부가 후카오 다테와키를 총 책임자로 성을 재건하기 시작한다.
- 1748년 천수 및 망루 문 등이 완성되었다. 천수의 규모는 전보다 작아 졌지만, 소실전의 천수의 외관을 그대로 재현했다.
- 1753년 성의 재건이 완료되었다. 현재 보이는 대부분의 건물은 이때 만들어진 것이다.

### 메이지 시대이후
- 1873년 (메이지6년) 폐성령에 의해 고치 성은 고치 공원으로 되었다. 이때 현존하는 건물외의 건물은 파괴 매각되었다.
- 1934년 (쇼와 9년) 천수 등 15개 동의 건물이 국보로 지정되었다.
- 1950년 (쇼와 25년) 문화재 보호법 재정에 따라 중요문화재로 지정되었다.
- 1959년 (쇼와 34년) 6월 18일 국가 사적으로 지정되었다.
- 2006년 (헤세 18년) 4월 6일 일본 100대 명성에 선정되었다.

## 교통
- JR 시코쿠 고치 역에서 버스 또는 전차로 10분, 도보로 25분
- 고치 나들목에서 차로 15분